# Jesse James (seriealbum)
Jesse James är ett Lucky Luke-album från 1969. Det är det 35:e albumet i ordningen, och har nummer 4 i den svenska utgivningen. 

## Handling
Jesse James, hans bror Frank och deras kusin, Cole Younger har under en längre tid terroriserat Missouri med sina tågrån. Inspirerade av Robin Hood, tar Jesse pengar från de rika och ger till de fattiga (vilket - i trions tappning - innebär dem själva). Brodern Frank är stora idol är William Shakespeare, vars verk han gärna reciterar, och Younger står för musklerna i ligan.
Pinkerton-detektiverna Cosmo Smith och Fletcher Jones (vars utseende är inspirerat av Dupondtarna) spårar ligan till Texas. Eftersom de inte är efterlysta i denna delstat, ber de Lucky Luke om hjälp att jaga tillbaka dem till Missouri för att där kunna bli dömda för sina brott.

## Svensk utgivning
- Morris; Goscinny, René, (översättare: Veronica Schildt-Bendjelloul) (1971). Jesse James. Lucky Lukes äventyr: 4. Stockholm: Albert Bonniers förlag. Libris 7143561. ISBN 91-0-029839-5
- Andra upplagan, 1973
- I Lucky Luke – Den kompletta samlingen ingår albumet i "Lucky Luke 1969-1971". Libris 10031386. ISBN 91-7134-208-7
- Den svenska utgåvan trycktes även som nummer 19 i Tintins äventyrsklubb (1985). Libris 7404858. ISBN 91-510-4391-2
- Serien återtrycktes också i "Jag Lucky Luke" (1983) och "Lucky Luke Pocket" (2004)